# 20.º distrito congresional de Nueva York
El 20.º distrito congresional es un distrito congresional que elige a un Representante para la Cámara de Representantes de los Estados Unidos por el estado de Nueva York.  Según la Oficina del Censo, en 2011 el distrito tenía una población de 681 088 habitantes. Actualmente el distrito está representado por el Demócrata Paul Tonko.

## Geografía
El 20.º distrito congresional se encuentra ubicado en las coordenadas 42°44′56″N 73°59′18″O / 42.74889, -73.98833.

## Demografía
Según la Oficina del Censo de los Estados Unidos, en 2011 había 681 088 personas residiendo en el 20.º distrito congresional. De los 681 088 habitantes, el distrito estaba compuesto por 646 860 (95%) blancos; de esos, 637 844 (93.7%) eran blancos no latinos o hispanos. Además 17 013 (2.5%) eran afroamericanos o negros, 1 099 (0.2%) eran nativos de Alaska o amerindios, 8 593 (1.3%) eran asiáticos, 220 (0%) eran nativos de Hawái o isleños del Pacífico, 5 961 (0.9%) eran de otras razas y 10 358 (1.5%) pertenecían a dos o más razas. Del total de la población 21 747 (3.2%) eran hispanos o latinos de cualquier raza; 4 420 (0.6%) eran de ascendencia mexicana, 8 763 (1.3%) puertorriqueña y 984 (0.1%) cubana. Además del inglés, 938 (2.3%) personas mayor a cinco años de edad hablaban español perfectamente.
El número total de hogares en el distrito era de 270 613, y el 66.5% eran familias en la cual el 27.5 tenían menores de 18 años de edad viviendo con ellos. De todas las familias viviendo en el distrito, solamente el 53.5% eran matrimonios. Del total de hogares en el distrito, el 6.6 eran parejas que no estaban casadas, mientras que el 0.5% eran parejas del mismo sexo. El promedio de personas por hogar era de 2.42. 
En 2011 los ingresos medios por hogar en el distrito congresional eran de US$57 603, y los ingresos medios por familia eran de US$86 575. Los hogares que no formaban una familia tenían unos ingresos de US$93 707. El salario promedio de tiempo completo para los hombres era de US$51 260 frente a los US$39 146 para las mujeres. La renta per cápita para el distrito era de US$29 713. Alrededor del 6.8% de la población estaban por debajo del umbral de pobreza.

## Resultados recientes de las elecciones estatales
| Año  | Cargo      | Resultado       | Resultado | Resultado   |
| Año  | Cargo      | Ganador         | Demócrata | Republicano |
| ---- | ---------- | --------------- | --------- | ----------- |
| 1992 | Presidente | Bill Clinton    | 45%       | 41%         |
| 1996 | Presidente | Bill Clinton    | 54%       | 37%         |
| 2000 | Presidente | George Bush     | 44%       | 51%         |
| 2004 | Presidente | George Bush     | 46%       | 54%         |
| 2008 | Presidente | Barack Obama    | 51%       | 46%         |
| 2012 | Presidente | Barack Obama    | 59%       | 38%         |
| 2016 | Presidente | Hillary Clinton | 54%       | 40%         |
| 2020 | Presidente | Joe Biden       | 59%       | 38%         |

## Historia
- 1825-?: (dos escaños) que comprende los condados de St. Lawrence, Jefferson, Lewis y Oswego.
- 1875-93: Montgomery
- 1913-73: partes de Manhattan
- 1973-83: partes del Bronx y Manhattan
- 1983-93: partes de Westchester
- 1993-03: Todo Rockland, partes de Orange, Sullivan y Westchester
- 2003-13: Toda Columbia, Greene, Warren, Washington, Partes de Delaware, Dutchess, Essex, Otsego, Rensselaer y Saratoga
- 2013-23: todo Albany, Schenectady, partes de Montgomery, Rensselaer y Saratoga
- 2023-presente: todo Albany, Saratoga, Schenectady, partes de Rensselaer

Varios distritos de Nueva York han sido numerados como "20" a lo largo de los años, incluidas áreas de la ciudad de Nueva York y varias partes del norte del estado de Nueva York.

## Lista de representantes del distrito

### 1813-1833: dos escaños
Desde la creación del distrito en 1813 hasta 1833, se repartieron dos escaños, elegidos en todo el estado mediante una lista general.

#### Escaño A
| Representante | Representante | Representante                    | Partido               | Inicio del mandato       | Fin del mandato                                | Elecciones | Congreso |
| ------------- | ------------- | -------------------------------- | --------------------- | ------------------------ | ---------------------------------------------- | --- | -------- |
|               |               | Daniel Avery (1766-1842)         | Demócrata-Republicano | 4 de marzo de 1813       | 3 de marzo de 1815 (1 año, 11 meses y 30 días) | Redistribución del 14.º distrito y reelegido en 1812.                                                                       | 13.º     |
|               |               | Enos T. Throop (1784-1874)       | Demócrata-Republicano | 4 de marzo de 1815       | 4 de junio de 1816 (1 año y 3 meses)           | Reelegido en 1814 | 14.º     |
| Vacante       | Vacante       | Vacante                          | Vacante               | 4 de junio de 1816       | 30 de septiembre de 1816 (3 meses y 26 días)   | | 14.º     |
|               |               | Daniel Avery (1766-1842)         | Demócrata-Republicano | 30 de septiembre de 1816 | 3 de marzo de 1817 (5 meses y 3 días)          | Elegido en septiembre de 1816 para finalizar el mandato de Throop                                                           | 14.º     |
|               |               | Daniel Cruger (1780-1843)        | Demócrata-Republicano | 4 de marzo de 1817       | 3 de marzo de 1819 (1 año, 11 meses y 30 días) | Elegido en 1816 | 15.º     |
|               |               | Caleb Baker (1762-1849)          | Demócrata-Republicano | 4 de marzo de 1819       | 3 de marzo de 1821 (1 año, 11 meses y 30 días) | Elegido en 1818 | 16.º     |
| Vacante       | Vacante       | Vacante                          | Vacante               | 4 de marzo de 1821       | 3 de diciembre de 1821 (8 meses y 30 días)     | Elecciones celebradas en abril de 1821. No está claro cuándo se anunciaron los resultados ni se emitieron las credenciales. | 17.º     |
|               |               | William B. Rochester (1789-1838) | Demócrata-Republicano | 3 de diciembre de 1821   | 3 de marzo de 1823 (1 año y 3 meses)           | Elegido en 1821 | 17.º     |
|               |               | Ela Collins (1786-1848)          | Demócrata-Republicano | 4 de marzo de 1823       | 3 de marzo de 1825 (1 año, 11 meses y 30 días) | Elegido en 1822 | 18.º     |
|               |               | Nicoll Fosdick (1785-1868)       | Anti-Jacksonian       | 4 de marzo de 1825       | 3 de marzo de 1827 (1 año, 11 meses y 30 días) | Elegido en 1824 | 19.º     |
|               |               | Rudolph Bunner (1779-1837)       | Jacksonian            | 4 de marzo de 1827       | 3 de marzo de 1829 (1 año, 11 meses y 30 días) | Elegido en 1826 | 20.º     |
|               |               | Joseph Hawkins (1781-1832)       | Anti-Jacksonian       | 4 de marzo de 1829       | 3 de marzo de 1831 (1 año, 11 meses y 30 días) | Elegido en 1828 | 21.º     |
|               |               | Charles Dayan (1792-1877)        | Jacksonian            | 4 de marzo de 1831       | 3 de marzo de 1833 (1 año, 11 meses y 30 días) | Elegido en 1830 | 22.º     |

#### Escaño B
| Representante     | Representante | Representante                  | Partido               | Inicio del mandato                          | Fin del mandato                                   | Elecciones | Congreso                                            |
| ----------------- | ------------- | ------------------------------ | --------------------- | ------------------------------------------- | ------------------------------------------------- | --- | --------------------------------------------------- |
|                   |               | Oliver C. Comstock (1780-1860) | Demócrata-Republicano | 4 de marzo de 1813                          | 3 de marzo de 1819 (5 años, 11 meses y 30 días)   | Elegido en 1812 | 13.º                                                |
| Reelegido en 1814 | 14.º          | Oliver C. Comstock (1780-1860) | Demócrata-Republicano | 4 de marzo de 1813                          | 3 de marzo de 1819 (5 años, 11 meses y 30 días)   | |                                                     |
| Reelegido en 1816 | 15.º          | Oliver C. Comstock (1780-1860) | Demócrata-Republicano | 4 de marzo de 1813                          | 3 de marzo de 1819 (5 años, 11 meses y 30 días)   | |                                                     |
|                   |               | Jonathan Richmond (1774-1853)  | Demócrata-Republicano | 4 de marzo de 1819                          | 3 de marzo de 1821 (1 año, 11 meses y 30 días)    | Elegido en 1818 | 16.º                                                |
| Vacante           | Vacante       | Vacante                        | Vacante               | 4 de marzo de 1821                          | 3 de diciembre de 1821 (8 meses y 30 días)        | Elecciones celebradas en abril de 1821. No está claro cuándo se anunciaron los resultados ni se emitieron las credenciales. | 17.º                                                |
|                   |               | David Woodcock (1785-1835)     | Demócrata-Republicano | 3 de diciembre de 1821                      | 3 de marzo de 1823 (1 año y 3 meses)              | Elegido en 1821 | 17.º                                                |
|                   |               | Egbert Ten Eyck (1779-1844)    | Demócrata-Republicano | 4 de marzo de 1823                          | 3 de marzo de 1825 (1 año, 11 meses y 30 días)    | Elegido en 1822 | 18.º                                                |
|                   | Jacksonianos  | Egbert Ten Eyck (1779-1844)    | 4 de marzo de 1825    | 15 de diciembre de 1825 (9 meses y 11 días) | Reelegido en 1824                                 | 19.º |                                                     |
|                   |               | Daniel Hugunin Jr. (1841-1844) | Anti-Jacksonianos     | 15 de diciembre de 1825                     | 3 de marzo de 1827 (1 año, 2 meses y 19 días)     | 19.º | Ganó la impugnada de la elección de Egbert Ten Eyck |
|                   |               | Silas Wright (1795-1847)       | Jacksonianos          | 4 de marzo de 1827                          | 16 de febrero de 1829 (1 año, 11 meses y 12 días) | Elegido en 1826 | 20.º                                                |
| Vacante           | Vacante       | Vacante                        | Vacante               | 16 de febrero de 1829                       | 3 de marzo de 1829 (15 días)                      | | 20.º                                                |
|                   |               | George Fisher (1788-1861)      | Anti-Jacksonianos     | 4 de marzo de 1829                          | 5 de febrero de 1830 (11 meses y 1 día)           | Elegido en 1828 | 21.º                                                |
| Vacante           | Vacante       | Vacante                        | Vacante               | 5 de febrero de 1830                        | 3 de noviembre de 1830 (8 meses y 26 días)        | | 21.º                                                |
|                   |               | Jonah Sanford (1790-1867)      | Jacksonianos          | 3 de noviembre de 1830                      | 3 de marzo de 1831 (4 meses)                      | Elegido para terminar el mandato de Fisher/Wright.                                                                          | 21.º                                                |
|                   |               | Daniel Wardwell (1791-1878)    | Jacksonianos          | 4 de marzo de 1831                          | 3 de marzo de 1833 (1 año, 11 meses y 30 días)    | Elegido en 1830 | 22.º                                                |

### 1833-presente un escaños
| Representante      | Representante | Representante                   | Partido                               | Inicio del mandato                                | Fin del mandato                                       | Elecciones                                            | Congreso                                         | Distrito  |
| ------------------ | ------------- | ------------------------------- | ------------------------------------- | ------------------------------------------------- | ----------------------------------------------------- | ----------------------------------------------------- | ------------------------------------------------ | --------- |
|                    |               | Noadiah Johnson (1795-1839)     | Jacksonianos                          | 4 de marzo de 1833                                | 3 de marzo de 1835 (1 año, 11 meses y 30 días)        | Elegido en 1832                                       | 23.º                                             |           |
|                    |               | William Seymour (1775-1848)     | Jacksonianos                          | 4 de marzo de 1835                                | 3 de marzo de 1837 (1 año, 11 meses y 30 días)        | Elegido en 1834                                       | 24.º                                             |           |
|                    |               | Amasa J. Parker (1807-1890)     | Demócrata                             | 4 de marzo de 1837                                | 3 de marzo de 1839 (1 año, 11 meses y 30 días)        | Elegido en 1836                                       | 25.º                                             |           |
|                    |               | Judson Allen (1797-1880)        | Demócrata                             | 4 de marzo de 1839                                | 3 de marzo de 1841 (1 año, 11 meses y 30 días)        | Elegido en 1838                                       | 26.º                                             |           |
|                    |               | Samuel Gordon (1802-1873)       | Demócrata                             | 4 de marzo de 1841                                | 3 de marzo de 1843 (1 año, 11 meses y 30 días)        | Elegido en 1840                                       | 27.º                                             |           |
|                    |               | Samuel Beardsley (1790-1860)    | Demócrata                             | 4 de marzo de 1843                                | 29 de febrero de 1844 (11 meses y 25 días)            | Elegido en 1842                                       | 28.º                                             |           |
| Vacante            | Vacante       | Vacante                         | Vacante                               | 29 de febrero de 1844                             | 5 de noviembre de 1844 (8 meses y 5 días)             |                                                       | 28.º                                             |           |
|                    |               | Levi D. Carpenter (1802-1856)   | Demócrata                             | 5 de noviembre de 1844                            | 3 de marzo de 1845 (3 meses y 28 días)                | Elegido para finalizar el mandato de Beardsley.       | 28.º                                             |           |
|                    |               | Timothy Jenkins (1799-1859)     | Demócrata                             | 4 de marzo de 1845                                | 3 de marzo de 1849 (3 años, 11 meses y 30 días)       | Elegido en 1844                                       | 29.º                                             |           |
| Reelegido en 1846  | 30.º          | Timothy Jenkins (1799-1859)     | Demócrata                             | 4 de marzo de 1845                                | 3 de marzo de 1849 (3 años, 11 meses y 30 días)       |                                                       |                                                  |           |
|                    |               | Orsamus B. Matteson (1805-1889) | Whig                                  | 4 de marzo de 1849                                | 3 de marzo de 1851 (1 año, 11 meses y 30 días)        | Elegido en 1848                                       | 31.º                                             |           |
|                    |               | Timothy Jenkins (1799-1859)     | Demócrata                             | 4 de marzo de 1853                                | 3 de marzo de 1855 (1 año, 11 meses y 30 días)        | Elegido en 1850                                       | 32.º                                             |           |
|                    |               | Orsamus B. Matteson (1805-1889) | Whig                                  | 4 de marzo de 1853                                | 3 de marzo de 1855 (1 año, 11 meses y 30 días)        | Elegido en 1852                                       | 33.º                                             |           |
|                    | Oposición     | Orsamus B. Matteson (1805-1889) | 4 de marzo de 1855                    | 27 de febrero de 1857 (1 año, 11 meses y 23 días) | Reelegido en 1854                                     | 34.º                                                  |                                                  |           |
| Vacante            | Vacante       | Vacante                         | Vacante                               | 27 de febrero de 1857                             | 3 de marzo de 1857 (4 días)                           | 34.º                                                  |                                                  |           |
|                    |               | Orsamus B. Matteson (1805-1889) | Republicano                           | 4 de marzo de 1857                                | 3 de marzo de 1859 (1 año, 11 meses y 30 días)        | Elegido en 1856                                       | 35.º                                             |           |
|                    |               | Roscoe Conkling (1829-1888)     | Republicano                           | 4 de marzo de 1859                                | 3 de marzo de 1863 (3 años, 11 meses y 30 días)       | Elegido en 1858                                       | 36.º                                             |           |
| Reelegido en 1860  | 37.º          | Roscoe Conkling (1829-1888)     | Republicano                           | 4 de marzo de 1859                                | 3 de marzo de 1863 (3 años, 11 meses y 30 días)       |                                                       |                                                  |           |
|                    |               | Ambrose W. Clark (1810-1887)    | Republicano                           | 4 de marzo de 1863                                | 3 de marzo de 1865 (1 año, 11 meses y 30 días)        | Redistribución del 23.º distrito y reelegido en 1862. | 38.º                                             |           |
|                    |               | Addison H. Laflin (1823-1878)   | Republicano                           | 4 de marzo de 1865                                | 3 de marzo de 1871 (5 años, 11 meses y 30 días)       | Elegido en 1864                                       | 39.º                                             |           |
| Reelegido en 1866  | 40.º          | Addison H. Laflin (1823-1878)   | Republicano                           | 4 de marzo de 1865                                | 3 de marzo de 1871 (5 años, 11 meses y 30 días)       |                                                       |                                                  |           |
| Reelegido en 1868  | 41.º          | Addison H. Laflin (1823-1878)   | Republicano                           | 4 de marzo de 1865                                | 3 de marzo de 1871 (5 años, 11 meses y 30 días)       |                                                       |                                                  |           |
|                    |               | Clinton L. Merriam (1824-1900)  | Republicano                           | 4 de marzo de 1871                                | 3 de marzo de 1873 (1 año, 11 meses y 30 días)        | Elegido en 1870                                       | 42.º                                             |           |
|                    |               | David Wilber (1820-1890)        | Republicano                           | 4 de marzo de 1873                                | 3 de marzo de 1875 (1 año, 11 meses y 30 días)        | Elegido en 1872                                       | 43.º                                             |           |
|                    |               | Henry H. Hathorn (1813-1887)    | Republicano                           | 4 de marzo de 1875                                | 3 de marzo de 1877 (1 año, 11 meses y 30 días)        | Redistribución del 19.º distrito y reelegido en 1874. | 44.º                                             |           |
|                    |               | John H. Starin (1825-1909)      | Republicano                           | 4 de marzo de 1877                                | 3 de marzo de 1881 (3 años, 11 meses y 30 días)       | Elegido en 1876                                       | 45.º                                             |           |
| Reelegido en 1878. | 46.º          | John H. Starin (1825-1909)      | Republicano                           | 4 de marzo de 1877                                | 3 de marzo de 1881 (3 años, 11 meses y 30 días)       |                                                       |                                                  |           |
|                    |               | George West (1823-1901)         | Republicano                           | 4 de marzo de 1881                                | 3 de marzo de 1883 (1 año, 11 meses y 30 días)        | Elegido en 1880                                       | 47.º                                             |           |
|                    |               | Edward Wemple (1843-1920)       | Demócrata                             | 4 de marzo de 1883                                | 3 de marzo de 1885 (1 año, 11 meses y 30 días)        | Elegido en 1882                                       | 48.º                                             |           |
|                    |               | George West (1823-1901)         | Republicano                           | 4 de marzo de 1885                                | 3 de marzo de 1889 (3 años, 11 meses y 30 días)       | Elegido en 1884                                       | 49.º                                             |           |
| Reelegido en 1886  | 50.º          | George West (1823-1901)         | Republicano                           | 4 de marzo de 1885                                | 3 de marzo de 1889 (3 años, 11 meses y 30 días)       |                                                       |                                                  |           |
|                    |               | John Sanford (1851-1939)        | Republicano                           | 4 de marzo de 1889                                | 3 de marzo de 1893 (3 años, 11 meses y 30 días)       | Elegido en 1888                                       | 51.º                                             |           |
| Reelegido en 1890  | 52.º          | John Sanford (1851-1939)        | Republicano                           | 4 de marzo de 1889                                | 3 de marzo de 1893 (3 años, 11 meses y 30 días)       |                                                       |                                                  |           |
|                    |               | Charles Tracey (1847-1905)      | Demócrata                             | 4 de marzo de 1893                                | 3 de marzo de 1895 (1 año, 11 meses y 30 días)        | Redistribución del 19.º distrito y reelegido en 1892. | 53.º                                             |           |
|                    |               | George N. Southwick (1863-1912) | Republicano                           | 4 de marzo de 1895                                | 3 de marzo de 1899 (3 años, 11 meses y 30 días)       | Elegido en 1894                                       | 54.º                                             |           |
| Reelegido en 1896  | 55.º          | George N. Southwick (1863-1912) | Republicano                           | 4 de marzo de 1895                                | 3 de marzo de 1899 (3 años, 11 meses y 30 días)       |                                                       |                                                  |           |
|                    |               | Martin H. Glynn (1871-1924)     | Demócrata                             | 4 de marzo de 1899                                | 3 de marzo de 1901 (1 año, 11 meses y 30 días)        | Elegido en 1898                                       | 56.º                                             |           |
|                    |               | George N. Southwick (1863-1912) | Republicano                           | 4 de marzo de 1901                                | 3 de marzo de 1903 (1 año, 11 meses y 30 días)        | Elegido en 1900                                       | 57.º                                             |           |
|                    |               | Thomas W. Bradley (1844-1920)   | Republicano                           | 4 de marzo de 1903                                | 3 de marzo de 1913 (9 años, 11 meses y 30 días)       | Elegido en 1902                                       | 58.º                                             |           |
| Reelegido en 1904  | 59.º          | Thomas W. Bradley (1844-1920)   | Republicano                           | 4 de marzo de 1903                                | 3 de marzo de 1913 (9 años, 11 meses y 30 días)       |                                                       |                                                  |           |
| Reelegido en 1906  | 60.º          | Thomas W. Bradley (1844-1920)   | Republicano                           | 4 de marzo de 1903                                | 3 de marzo de 1913 (9 años, 11 meses y 30 días)       |                                                       |                                                  |           |
| Reelegido en 1908  | 61.º          | Thomas W. Bradley (1844-1920)   | Republicano                           | 4 de marzo de 1903                                | 3 de marzo de 1913 (9 años, 11 meses y 30 días)       |                                                       |                                                  |           |
| Reelegido en 1910  | 62.º          | Thomas W. Bradley (1844-1920)   | Republicano                           | 4 de marzo de 1903                                | 3 de marzo de 1913 (9 años, 11 meses y 30 días)       |                                                       |                                                  |           |
|                    |               | Francis B. Harrison (1873-1957) | Demócrata                             | 4 de marzo de 1913                                | 3 de septiembre de 1913 (5 meses y 30 días)           | Elegido en 1912                                       | 63.º                                             |           |
| Vacante            | Vacante       | Vacante                         | Vacante                               | 3 de septiembre de 1913                           | 4 de noviembre de 1913 (2 meses y 1 día)              |                                                       | 63.º                                             |           |
|                    |               | Jacob A. Cantor (1854-1921)     | Demócrata                             | 4 de noviembre de 1913                            | 3 de marzo de 1915 (1 año, 3 meses y 29 días)         | Elegido para finalizar el mandato de Harrison.        | 63.º                                             |           |
|                    |               | Isaac Siegel (1880-1947)        | Republicano                           | 4 de noviembre de 1915                            | 3 de marzo de 1923 (7 años, 11 meses y 30 días)       | Elegido en 1914                                       | 64.º                                             |           |
| Reelegido en 1916  | 65.º          | Isaac Siegel (1880-1947)        | Republicano                           | 4 de noviembre de 1915                            | 3 de marzo de 1923 (7 años, 11 meses y 30 días)       |                                                       |                                                  |           |
| Reelegido en 1918  | 66.º          | Isaac Siegel (1880-1947)        | Republicano                           | 4 de noviembre de 1915                            | 3 de marzo de 1923 (7 años, 11 meses y 30 días)       |                                                       |                                                  |           |
| Reelegido en 1920  | 67.º          | Isaac Siegel (1880-1947)        | Republicano                           | 4 de noviembre de 1915                            | 3 de marzo de 1923 (7 años, 11 meses y 30 días)       |                                                       |                                                  |           |
|                    |               | Fiorello La Guardia (1882-1947) | Republicano                           | 4 de marzo de 1923                                | 3 de marzo de 1925 (1 año, 11 meses y 30 días)        | Elegido en 1922                                       | 68.º                                             |           |
|                    | Socialista    | Fiorello La Guardia (1882-1947) | 4 de marzo de 1925                    | 3 de marzo de 1927 (1 año, 11 meses y 30 días)    | Reelegido en 1924                                     | 69.º                                                  |                                                  |           |
|                    | Republicano   | Fiorello La Guardia (1882-1947) | 4 de marzo de 1927                    | 3 de marzo de 1933 (5 años, 11 meses y 30 días)   | Reelegido en 1926                                     | 70.º                                                  |                                                  |           |
| Elegido en 1928    | Republicano   | Fiorello La Guardia (1882-1947) | 4 de marzo de 1927                    | 3 de marzo de 1933 (5 años, 11 meses y 30 días)   | 71.º                                                  |                                                       |                                                  |           |
| Reelegido en 1930  | Republicano   | Fiorello La Guardia (1882-1947) | 4 de marzo de 1927                    | 3 de marzo de 1933 (5 años, 11 meses y 30 días)   | 72.º                                                  |                                                       |                                                  |           |
|                    |               | James J. Lanzetta (1894-1956)   | Demócrata                             | 4 de marzo de 1933                                | 3 de enero de 1935 (1 año, 9 meses y 30 días)         | Elegido en 1932                                       | 73.º                                             |           |
|                    |               | Vito Marcantonio (1902-1954)    | Republicano                           | 3 de enero de 1935                                | 3 de enero de 1937 (2 años)                           | Elegido en 1934                                       | 74.º                                             |           |
|                    |               | James J. Lanzetta (1894-1956)   | Demócrata                             | 3 de enero de 1937                                | 3 de enero de 1939 (2 años)                           | Elegido en 1936                                       | 75.º                                             |           |
|                    |               | Vito Marcantonio (1902-1954)    | Laborista                             | 3 de enero de 1939                                | 3 de enero de 1945 (6 años)                           | Elegido en 1938                                       | 76.º                                             |           |
| Reelegido en 1940  | 77.º          | Vito Marcantonio (1902-1954)    | Laborista                             | 3 de enero de 1939                                | 3 de enero de 1945 (6 años)                           |                                                       |                                                  |           |
| Reelegido en 1942  | 78.º          | Vito Marcantonio (1902-1954)    | Laborista                             | 3 de enero de 1939                                | 3 de enero de 1945 (6 años)                           |                                                       |                                                  |           |
|                    |               | Sol Bloom (1870-1949)           | Demócrata                             | 3 de enero de 1945                                | 7 de marzo de 1949 (4 años, 2 meses y 4 días)         | Elegido en 1944                                       | 79.º                                             |           |
| Elegido en 1946    | 80.º          | Sol Bloom (1870-1949)           | Demócrata                             | 3 de enero de 1945                                | 7 de marzo de 1949 (4 años, 2 meses y 4 días)         |                                                       |                                                  |           |
| Elegido en 1948    | 81.º          | Sol Bloom (1870-1949)           | Demócrata                             | 3 de enero de 1945                                | 7 de marzo de 1949 (4 años, 2 meses y 4 días)         |                                                       |                                                  |           |
| Vacante            | Vacante       | Vacante                         | Vacante                               | 8 de marzo de 1949                                | 16 de mayo de 1949 (2 meses y 8 días)                 |                                                       |                                                  |           |
|                    | 81.º          |                                 | Franklin D. Roosevelt Jr. (1914-1988) | Liberal                                           | 17 de mayo de 1949                                    | 3 de enero de 1951 (1 año, 7 meses y 17 días)         | Elegido para finalizar el mandato de Bloom.      |           |
|                    | Demócrata     | 3 de enero de 1951              | Franklin D. Roosevelt Jr. (1914-1988) | 3 de enero de 1955 (4 años)                       | Elegido en 1950                                       | 82.º                                                  |                                                  |           |
| Reelegido en 1952  | Demócrata     | 3 de enero de 1951              | Franklin D. Roosevelt Jr. (1914-1988) | 3 de enero de 1955 (4 años)                       | 83.º                                                  |                                                       |                                                  |           |
|                    |               | Irwin D. Davidson (1906-1981)   | Demócrata                             | 3 de enero de 1955                                | 31 de diciembre de 1956 (1 año, 11 meses y 28 días)   | Elegido en 1954                                       | 84.º                                             |           |
| Vacante            | Vacante       | Vacante                         | Vacante                               | 1 de enero de 1957                                | 2 de enero de 1957 (1 día)                            |                                                       | 84.º                                             |           |
|                    |               | Ludwig Teller (1911-1965)       | Demócrata                             | 3 de enero de 1957                                | 3 de enero de 1961 (4 años)                           | Elegido en 1956                                       | 85.º                                             |           |
| Reelegido en 1958  | 86.º          | Ludwig Teller (1911-1965)       | Demócrata                             | 3 de enero de 1957                                | 3 de enero de 1961 (4 años)                           |                                                       |                                                  |           |
|                    |               | William Fitts Ryan (1922-1972)  | Demócrata                             | 3 de enero de 1961                                | 17 de septiembre de 1972 (11 años, 8 meses y 14 días) | Elegido en 1960                                       | 87.º                                             |           |
| Reelegido en 1962  | 88.º          | William Fitts Ryan (1922-1972)  | Demócrata                             | 3 de enero de 1961                                | 17 de septiembre de 1972 (11 años, 8 meses y 14 días) |                                                       |                                                  |           |
| Reelegido en 1964  | 89.º          | William Fitts Ryan (1922-1972)  | Demócrata                             | 3 de enero de 1961                                | 17 de septiembre de 1972 (11 años, 8 meses y 14 días) |                                                       |                                                  |           |
| Reelegido en 1966  | 90.º          | William Fitts Ryan (1922-1972)  | Demócrata                             | 3 de enero de 1961                                | 17 de septiembre de 1972 (11 años, 8 meses y 14 días) |                                                       |                                                  |           |
| Reelegido en 1968  | 91.º          | William Fitts Ryan (1922-1972)  | Demócrata                             | 3 de enero de 1961                                | 17 de septiembre de 1972 (11 años, 8 meses y 14 días) |                                                       |                                                  |           |
| Reelegido en 1970  | 92.º          | William Fitts Ryan (1922-1972)  | Demócrata                             | 3 de enero de 1961                                | 17 de septiembre de 1972 (11 años, 8 meses y 14 días) |                                                       |                                                  |           |
| Vacante            | Vacante       | Vacante                         | Vacante                               | 18 de septiembre de 1972                          | 2 de enero de 1973 (3 meses y 14 días)                |                                                       |                                                  |           |
|                    |               | Bella Abzug (1920-1998)         | Demócrata                             | 3 de enero de 1973                                | 3 de enero de 1977 (4 años)                           | Redistribución del 19.º distrito y reelegido en 1972. | 93.º                                             |           |
| Reelegido en 1974  | 94.º          | Bella Abzug (1920-1998)         | Demócrata                             | 3 de enero de 1973                                | 3 de enero de 1977 (4 años)                           |                                                       |                                                  |           |
|                    |               | Ted Weiss (1927-1992)           | Demócrata                             | 3 de enero de 1977                                | 3 de enero de 1983 (6 años)                           | Elegido en 1976                                       | 95.º                                             |           |
| Reelegido en 1978  | 96.º          | Ted Weiss (1927-1992)           | Demócrata                             | 3 de enero de 1977                                | 3 de enero de 1983 (6 años)                           |                                                       |                                                  |           |
| Reelegido en 1980  | 97.º          | Ted Weiss (1927-1992)           | Demócrata                             | 3 de enero de 1977                                | 3 de enero de 1983 (6 años)                           |                                                       |                                                  |           |
|                    |               | Richard Ottinger (1929-)        | Demócrata                             | 3 de enero de 1983                                | 3 de enero de 1985 (2 años)                           | Redistribución del 24.º distrito y reelegido en 1982. | 98.º                                             |           |
|                    |               | Joe DioGuardi (1940-)           | Republicano                           | 3 de enero de 1985                                | 3 de enero de 1989 (4 años)                           | Elegido en 1984                                       | 99.º                                             |           |
| Reelegido en 1986  | 100.º         | Joe DioGuardi (1940-)           | Republicano                           | 3 de enero de 1985                                | 3 de enero de 1989 (4 años)                           |                                                       |                                                  |           |
|                    |               | Nita Lowey (1937-)              | Demócrata                             | 3 de enero de 1989                                | 3 de enero de 1993 (4 años)                           | Elegida en 1988                                       | 101.º                                            |           |
| Reelegida en 1990  | 102.º         | Nita Lowey (1937-)              | Demócrata                             | 3 de enero de 1989                                | 3 de enero de 1993 (4 años)                           |                                                       |                                                  |           |
|                    |               | Benjamin Gilman (1922-2016)     | Republicano                           | 3 de enero de 1993                                | 3 de enero de 2003 (10 años)                          | Redistribución del 22.º distrito y reelegido en 1992  | 103.º                                            |           |
| Reelegido en 1994  | 104.º         | Benjamin Gilman (1922-2016)     | Republicano                           | 3 de enero de 1993                                | 3 de enero de 2003 (10 años)                          |                                                       |                                                  |           |
| Reelegido en 1996  | 105.º         | Benjamin Gilman (1922-2016)     | Republicano                           | 3 de enero de 1993                                | 3 de enero de 2003 (10 años)                          |                                                       |                                                  |           |
| Reelegido en 1998  | 106.º         | Benjamin Gilman (1922-2016)     | Republicano                           | 3 de enero de 1993                                | 3 de enero de 2003 (10 años)                          |                                                       |                                                  |           |
| Reelegido en 2000  | 107.º         | Benjamin Gilman (1922-2016)     | Republicano                           | 3 de enero de 1993                                | 3 de enero de 2003 (10 años)                          |                                                       |                                                  |           |
|                    |               | John E. Sweeney (1955-)         | Republicano                           | 3 de enero de 2003                                | 3 de enero de 2007 (4 años)                           | Redistribución del 22.º distrito y reelegido en 2002  | 108.º                                            | 2003–2013 |
| Reelegido en 2004  | 109.º         | John E. Sweeney (1955-)         | Republicano                           | 3 de enero de 2003                                | 3 de enero de 2007 (4 años)                           |                                                       |                                                  | 2003–2013 |
|                    |               | Kirsten Gillibrand (1966-)      | Demócrata                             | 3 de enero de 2007                                | 26 de enero de 2009 (2 años y 23 días)                | Elegida en 2006                                       | 110.º                                            | 2003–2013 |
| Reelegida en 2008  | 111.º         | Kirsten Gillibrand (1966-)      | Demócrata                             | 3 de enero de 2007                                | 26 de enero de 2009 (2 años y 23 días)                |                                                       |                                                  | 2003–2013 |
| Vacante            | Vacante       | Vacante                         | Vacante                               | 27 de enero de 2009                               | 31 de marzo de 2009 (2 meses y 4 días)                |                                                       |                                                  | 2003–2013 |
|                    | 111.º         |                                 | Scott Murphy (1970-)                  | Demócrata                                         | 31 de marzo de 2009                                   | 3 de enero de 2011 (1 año, 9 meses y 3 días)          | Elegido para finalizar el mandato de Gillibrand. | 2003–2013 |
|                    |               | Chris Gibson (1964-)            | Republicano                           | 3 de enero de 2011                                | 3 de enero de 2013 (2 años)                           | Elegido en 2010                                       | 112.º                                            | 2003–2013 |
|                    |               | Paul Tonko (1949-)              | Demócrata                             | 3 de enero de 2013                                | Presente (12 años, 2 meses y 5 días)                  | Redistribución del 21.º distrito y reelegido en 2012  | 113.º                                            | 2013–2023 |
| Reelegido en 2014  | 114.º         | Paul Tonko (1949-)              | Demócrata                             | 3 de enero de 2013                                | Presente (12 años, 2 meses y 5 días)                  |                                                       |                                                  | 2013–2023 |
| Reelegido en 2016  | 115.º         | Paul Tonko (1949-)              | Demócrata                             | 3 de enero de 2013                                | Presente (12 años, 2 meses y 5 días)                  |                                                       |                                                  | 2013–2023 |
| Reelegido en 2018  | 116.º         | Paul Tonko (1949-)              | Demócrata                             | 3 de enero de 2013                                | Presente (12 años, 2 meses y 5 días)                  |                                                       |                                                  | 2013–2023 |
| Reelegido en 2020  | 117.º         | Paul Tonko (1949-)              | Demócrata                             | 3 de enero de 2013                                | Presente (12 años, 2 meses y 5 días)                  |                                                       |                                                  | 2013–2023 |
| Reelegido en 2022  | 118.º         | Paul Tonko (1949-)              | Demócrata                             | 3 de enero de 2013                                | Presente (12 años, 2 meses y 5 días)                  | 2023–present                                          |                                                  |           |